# Aaamyyy
Honami 'Amy' Furuhara  (5 de febrero de 1991, Kawakami, Nagano), conocida profesionalmente como Aaamyyy (/eɪmiː/, estilizado como AAAMYYY) es una cantante y productora de música electrónica japonesa. Originalmente fue miembro de los grupos de pop electrónico Go Retro y Eimie. Furuhara comenzó a trabajar con la banda de rock psicodélico Tempalay desde 2015 (siendo una miembro oficial en 2018), y empezó su carrera como solista en 2017.

## Discografía

### Álbumes de estudio
| Título       | Detalles de álbum                                                                                               | Posición más alta | Posición más alta |
| Título       | Detalles de álbum                                                                                               | JPN Oricon        | JPN Hot 100       |
| ------------ | --- | ----------------- | ----------------- |
| Body         | - Publicación: 6 de febrero de 2019 - Sello: Space Shower Music - Formatos: CD, descarga digital, streaming, LP | 198               | —                 |
| Annihilation | - Publicación: 18 de agosto de 2021 - Sello: Warner Music Japan - Formatos: CD, descarga digital, streaming     | 59                | 59                |

### EPs
| Título      | Detalles de álbum                                                                                   |
| ----------- | --------------------------------------------------------------------------------------------------- |
| Weekend EP  | - Publicación: 17 de septiembre de 2017 - Sello: Flake Records - Formatos: Casete, descarga digital |
| Maborosi EP | - Publicación: 8 de febrero de 2018 - Sello: Flake Records - Formatos: Casete, descarga digital     |
| Etcetra EP  | - Publicación: 15 de octubre de 2018 - Sello: Flake Records - Formatos: Casete, descarga digital    |

### Álbumes de recopilación
| Título                       | Detalles de álbum                                                                      |
| ---------------------------- | -------------------------------------------------------------------------------------- |
| Maborosi Weekend             | - Publicación: 9 de febrero de 2018 - Sello: Independiente - Formato: descarga digital |
| Weekend / Maborosi / Etcetra | - Publicación: 26 de abril de 2019 - Sello: Flake Records - Formato: LP                |

### Sencillos
| «Over My Dead Body» («屍を越えてゆけ» «Shikabane o Koete Yuke»?) | 2019 | —   | Body               |
| «Dayz»(con Monjoe)                                               | 2019 | —   | Sencillo sin álbum |
| «Home»                                                           | 2020 | —   | Annihilation       |
| «Leeloo»                                                         | 2020 | 195 | Annihilation       |
| «Utopia»                                                         | 2020 | 195 | Annihilation       |
| "—" muestra que no figuró en la lista.                           |      |     |                    |

### Como artista invitada
| «Supernova» (de Stei)                                               | 2015 | —   | —  | Sencillo sin álbum                         |
| «Dangerlove» (de Jsquared)                                          | 2016 | —   | —  | Sencillo sin álbum                         |
| «Garland» (de Kakeru Imaizumi)                                      | 2016 | —   | —  | Sencillo sin álbum                         |
| «Make Me Feel» (de JSquared)                                        | 2016 | —   | —  | Sencillo sin álbum                         |
| «RMB Me» (de Jsquared)                                              | 2017 | —   | —  | Sencillo sin álbum                         |
| «All Night» (de The Jazz Zodiac con Irie)                           | 2018 | —   | —  | Sencillo sin álbum                         |
| «Downer Love» («ダウナーラブ»?)(de Yonkey)                          | 2019 | —   | —  | Sencillo sin álbum                         |
| «Konomama Yume de» («このまま夢で» «In My Dream»?)(de Shin Sakiura) | 2020 | 100 | —  | Note                                       |
| «Night Running»(de Shin Sakiura)                                    | 2020 | —   | 83 | Anime BNA: Brand New Animal Complete Album |
| «Deep Down»(de Sen Morimoto)                                        | 2020 | —   | —  | Sen Morimoto                               |
| «Loop»(de Shō Okamoto)                                              | 2020 | —   | —  | Cultica                                    |
| «Glass»(Shō Okamoto featuring Aaamyyy)                              | 2021 | —   | —  | Cultica                                    |
| «It’s So Natural» (de Maika Loubté)                                 | 2021 | —   | —  | Lucid Dreaming                             |
| «Reconnect» (de Yaffle con Daichi Yamamoto)                         | 2021 | —   | —  | Pokémon 25: The Album                      |
| "—" muestra que no figuró en la lista.                              |      |     |    |                                            |

### Sencillos promocionales
| Título       | Año  | Álbum        |
| ------------ | ---- | ------------ |
| «After Life» | 2021 | Annihilation |
| «Takes Time» | 2021 | Annihilation |